# Triaspis laticarinata
Triaspis laticarinata är en stekelart som beskrevs av Martin 1956. Triaspis laticarinata ingår i släktet Triaspis och familjen bracksteklar. Inga underarter finns listade i Catalogue of Life.